# Eugen Mattes
Eugen Mattes (* 3. Juli 1904 in Kreuzlingen; † 7. Oktober 1980; heimatberechtigt in Bonau) war ein Schweizer Schriftsteller.

## Leben und Werk
Eugen Mattes war das vierte von sieben Kindern eines Schuhmachers und Spezereihändlers. Als Zehnjähriger schrieb er erste Verse. Wegen eines Lungenleidens seiner Mutter zog die Familie nach Flums-Grossberg. Die älteren Geschwister wurden bei Bauern verdingt, und Mattes hütete die weidenden Tiere der ansässigen Landwirte.
Als Mattes vierzehn Jahre alt war, siedelte die Familie wieder in die Nähe von Kreuzlingen. Hier arbeitete er in einer Molkerei und besuchte zwischendurch die Primarschule. Nach deren Beendigung kam er als Hilfsarbeiter in eine Grossbuchbinderei, und später arbeitete er in einem Sanatorium in Braunwald. Als er siebzehn Jahre alt war, trat er eine Lehrstelle in Walenstadt bei einem Bäcker-Konditor an. Nach bestandener Lehre arbeitete er in Pontresina, Romanshorn, Glarus, Brugg und Zürich. Nach acht Jahren Berufstätigkeit arbeitete er beim städtischen Wasserwerk in Zürich und trat 1929 in den Dienst als Kondukteur der städtischen Strassenbahn in Zürich.
Mattes erhielt 1943 den Preis der Schweizerischen Schillerstiftung, mehrere Aufmunterungspreise der Stadt Zürich und 1947 den Conrad-Ferdinand-Meyer-Preis.

## Schriften (Auswahl)
- Meisliger Lehrjahre. Roman. Benziger Verlag, Einsiedeln 1943.
- Fuhrmann Sieber und sein Sohn. Eine Geschichte aus dem Rheintal. Benziger Verlag, Einsiedeln 1948.
- Zwischen Tramdienst und Schreiben pflegt er aus Liebhaberei seinen Garten. In: Berner Schrifttum 1925–1950. Francke, 1949, S. 108–110.
- Rothaus. Erzählung in: Thurgauer Jahrbuch. 25. Jg., 1950, S. 21–32, Digitalisat, Dokument (PDF, 10,5 MB). Abgerufen am 29. Juli 2023.
- Landvogt Lochmann. Roman. Benziger Verlag, Einsiedeln, Zürich, Köln 1951.